# Spezialpolizei des Oberschlesischen Selbstschutz
Pour les articles homonymes, voir Selbstschutz.

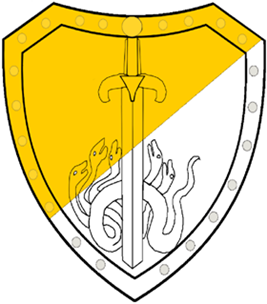
Logo de la Spezialpolizei des Oberschlesischen Selbstschutz.

La Spezialpolizei des Oberschlesischen Selbstschutz en français : « Police spéciale de l'autoprotection altisilésienne » est une police secrète du Selbstschutz Oberschlesien, organisation paramilitaire de la République de Weimar. Elle joue un rôle terroriste important lors de la troisième insurrection de Silésie, en 1921.

## Origines, fondation et structure
Il semble que déjà au milieu des années 1930, soit à peine quinze ans après les faits, trouver des sources relatives aux origines de la Spezialpolizei ait été chose compliquée, car lors de sa dissolution la majeure partie des documents administratifs ont été détruits. On ignore également dans quelles mesures des dossiers sur les activités de la SPOS existent le sujet en Pologne, ou au sein des archives françaises, britanniques ou italiennes, ces trois dernières pouvant provenir de l'activité de la police plébiscitaire (en allemand : Abstimmungspolizei (Apo)) - le pouvoir de police régissant alors la région. L'existence de la SPOS n'est devenue de notoriété publique que dans les années 1930, au travers de mémoires d'anciens membres. Il s'agit principalement des travaux de Friedrich Glombowski, Organisation Heinz (O.H.). Das Schicksal der Kameraden Schlageters nach amtlichen Akten bearbeitet (Berlin 1934), et sa contribution Spezialpolizei im Einsatz dans l'ouvrage collectif d'Ernst von Salomon L'Épopée des corps francs (titre original : Das Buch vom deutschen Freikorpskämpfer, Berlin 1938).
De ce que l'on sait, en 1920, dans le contexte des insurrections de Silésie, la Bojowka Polska (BP), police secrète de l'Organisation Militaire Polonaise (OMP) (en polonais : Polska Organizacja Wojskowa (POW)), entreprend des opérations d'agitation en Haute-Silésie. Afin de pouvoir répondre aux actions de la BP, considérée alors comme la Tchéka polonaise, on ressent côté allemand le besoin de constituer une troupe d'élite en civil capable d'agir en toute discrétion. Son rôle est de générer des troubles dans les zones occupées, d'attaquer et de cambrioler les organes de presse, de libérer des détenus, d'organiser des attaques à la bombe et des assassinats d'opposants politiques. Apparemment avec l'aval du Generalkommando du VI. Armeekorps de la Reichswehr à Breslau et du commissaire du gouvernement prussien  Carl Spiecker, le recrutement du personnel de cette police secrète se fait parmi la 3. Marinebrigade de la Reichswehr mais également parmi les anciens membres du corps franc de Gerhard Roßbach, le Sturmabteilung Roßbach. Leur formation leur est dispensée dans une prétendue école pour troupes de choc à Liegnitz par d'anciens policiers ou membres des services secrets, qui leur donnent des cours de falsification de documents, de cambriolage ou de conspiration.
D'après Hannsjoachim W. Koch, la SP déplace son siège depuis Breslau vers l'école de Liegnitz, et quatre troupes d'assaut (en allemand : Stoßtrupp) de vingt-cinq hommes sont constituées à Liegnitz, Neisse, et deux à Breslau, sous les commandements respectifs des Oberleutnant Schnepper, Schwieder, Hesse et Bergerhoff, qui pourraient être engagées en fonction de la situation dans les territoires occupés. De plus, la SP crée des antennes d'information à Oppeln (confiée à Glombowski), Beuthen et Kattowitz, appuyé sur un réseau d'espions dans chaque district de la région plébiscitaire. Les hommes de la SP agissent en civil, sous de fausses identités renouvelée tous les huit jours. Heinz Oskar Hauenstein y occupe la place de responsable militaire.

## Opérations
La seule opération de la SPOS pour laquelle on dispose d'un rapport original est une action commando menée à Cosel, durant laquelle 21 prisonniers allemands sont libérés, bien que la date exacte ne soit pas précisée par Glombowski. Albert Leo Schlageter aurait été impliqué dans cette opération.
Utilisant six camions, avec à bord trois ou quatre agents armés de pistolets et de mitraillettes, le commando parvient à pénétrer la prison de Cosel gardée par des unités françaises grâce à l'aide d'un gardien. Lors de la fuite, une unité de la police plébiscitaire tente d'empêcher le convoi de s'échapper, mais celui-ci parvient à forcer le barrage routier et à rejoindre la zone plébiscitaire sous contrôle allemand.
Les actions menées par les troupes de choc du Selbstschutz (en allemand : Stoßtruppunternehmen) ont entraîné en quelques semaines la mort de plus de 200 personnes, dont l'appartenance ou les liens avec la Bojowka Polska étaient supposés ou avérés.

## Épuration
La disparition de la SPOS n'est pas clairement définie, mais elle a cessé son activité de facto à la fin de la troisième insurrection de Haute-Silésie, en avril 1921. Une épuration particulièrement féroce clot l'expérience de la SPOS lorsque le corps franc de Hauenstein, l'Organisation Heinz, entre en action.
Indépendamment de l'évolution du contexte politique qui ne justifiait plus l'existence d'une telle organisation, il apparaît au travers du peu d'informations qu'ont laissé transpirer les anciens membres de la SP qu'une partie de ses membres, recrutée parmi les populations emplissant les prisons, et bien souvent parmi les Baltikumer, les anciens membres des corps francs de la Baltique, se soit montrée peu encline à agir dans la discipline, et certains de ces policiers en civil auraient même perpétré des crimes et délits hors de tout ordre de mission. Comme ce genre d'exaction ne pouvait, de par la nature même d'une police secrète, être puni par les moyens de rétorsion classiques de la justice militaire, la tête de la SP usa souvent des mêmes méthodes à l'encontre de ses membres contrevenant aux ordres qu'à celle de ses ennemis, comme en témoigne Friedrich Wilhelm von Oertzen :
« Dès que cela était nécessaire, de telles personnes étaient rapidement et discrètement mises hors d'état de nuire. Pendant les quelques mois durant lesquels la Spezialpolizei a agi, sa direction et ses membres ont eu beaucoup, vraiment beaucoup de sale boulot à accomplir. »

## Conclusion et apports de la SPOS
Dans l'histoire militaire de l'Allemagne, cette Spezialpolizei constitue une première en matière de police secrète. Les tactiques et les méthodes employées semblent provenir de l'apport des "Brandebourgeois", anciens membres du corps franc "Brandenburg". De même, il est difficile de dire dans quelle mesure les hommes de la SP et l'expérience acquise lors de leurs opérations commando ont influencé la mise en place du concept de la Garde-frontière Est, qui jusqu'à la fin des années 1920 est resté en vigueur au sein de l'intelligentsia militaire allemande, sous la forme d'un genre de guérilla préparée en cas d'agression polonaise.
En outre, on dispose de peu d'éléments pour permettre de savoir si les méthodes de cette Krieg im Dunkeln en français : « guerre de l'ombre » employées tant côté allemand que côté polonais sont des méthodes sui generis ou si elles constituent des adaptations d'éléments provenant de l'IRA de Michael Collins, ou encore des différents camps de la guerre civile russe. Plus largement, on peut considérer cet engagement comme un exemple de conflit asymétrique, selon une terminologie moderne.
Par ailleurs, on estime qu'une partie des membres de la Spezialpolizei a constitué, quinze ans plus tard, l'une des bases de l'Abwehr de l'amiral Wilhelm Canaris, ou de son unité d'élite, la Sondereinheit Brandenburg.